# Корня (округ Чадця)
Корня (словац. Korňa) — село, громада в окрузі Чадця, Жилінський край, Словаччина. Кадастрова площа громади — 25,33 км². Станом на січень 2017 року в селі проживало 2216 людей.

## Населення
| Рік:            | 1994. | 2004.   | 2014.   | 2024.   |
| --------------- | ----- | ------- | ------- | ------- |
| Кількість осіб: | 2338  | 2237    | 2077    | 2020    |
| Різниця:        |       | -4,31 % | -7,15 % | -2,74 % |

| Рік:            | 2023. | 2024.   |
| --------------- | ----- | ------- |
| Кількість осіб: | 2025  | 2020    |
| Різниця:        |       | -0,24 % |